# Costruzioni Meccaniche di Saronno
La société Costruzioni Meccaniche di Saronno aussi appelée Officine Meccaniche di Saronno, était une entreprise italienne créée en 1887 et spécialisée dans la production de locomotives à vapeur. À partir de 1892, elle se diversifie dans la construction automobile.

## Histoire
Les origines de l'entreprise mécanique de construction ferroviaire remontent à l'époque du royaume d'Italie et des accords politiques et les liens de coopération économique et militaire passés avec l'Empire allemand et l'Empire Austro-hongrois au début des années 1880.
Un des premiers effets de la coopération économique avec les allemands sera la participation à la création, à Saronno, au nord de Milan, en Italie, d'une usine de matériel ferroviaire par la société allemande Maschinenfabrik Esslingen avec une cession de licences pour fabriquer et vendre en Italie les locomotives à vapeur de la marque, très renommées à l'époque, la société Costruzioni Meccaniche di Saronno.
L'activité ferroviaire fut très intense de 1887 à 1913. L'entreprise a construit, durant cette période, de très nombreuses locomotives à vapeur de tous les écartements de voies pour les chemins de fer italiens, les Ferrovie dello Stato et plusieurs sociétés ferroviaires titulaires de concessions.

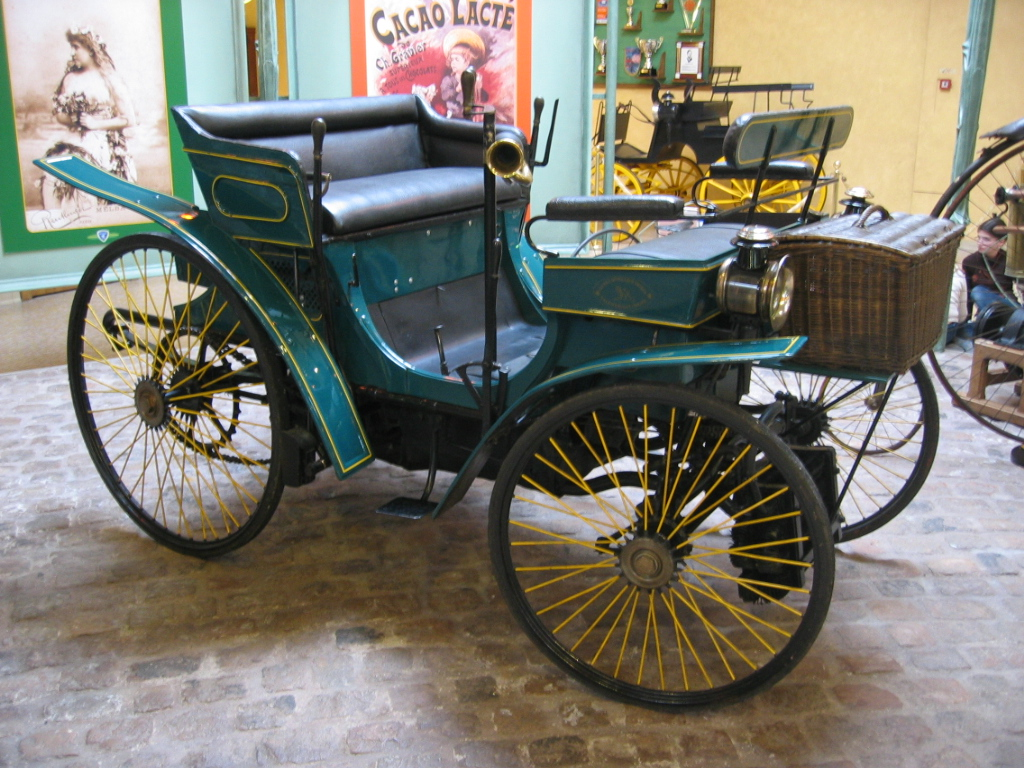
Quadricycle Peugeot Type 3

### La diversification dans l'automobile

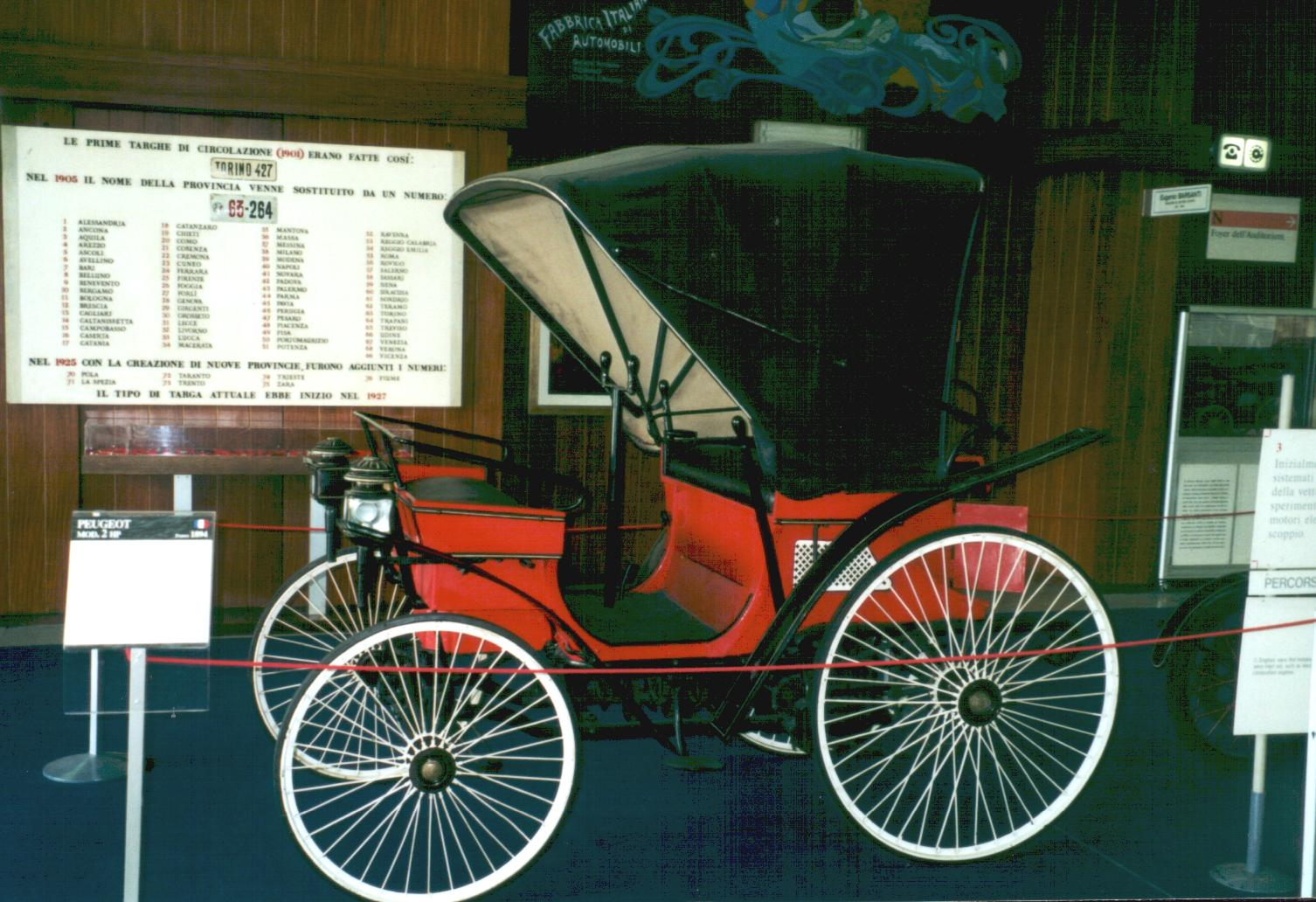

À partir de 1894, après une modification dans la répartition du capital, la société se lance dans la construction automobile et acquiert une licence pour fabriquer la Peugeot Type 3, modèle dérivé du Daimler Stahlradwagen, quadricycle novateur de 1889, conçu par Gottlieb Daimler et Wilhelm Maybach. La Peugeot Type 3 a été la première automobile à circuler en Italie. Gaetano Rossi, directeur de la société lainière Lanerossi à Piovene Rocchette, petite ville de la province de Vicence, a commandé le 30 août 1892 le premier exemplaire qui lui a été livré le 2 janvier 1893 moyennant le prix de 5567,25 francs de l'époque. Le véhicule portait le numéro 25 et était équipé du moteur Daimler nº 124. Ce quadricycle historique est conservé au musée de l'Automobile de Turin.
Durant la Première Guerre mondiale, l'entreprise, comme toutes les entreprises des pays en guerre, a été convertie pour fabriquer du matériel militaire au titre de l'effort de guerre. Dès la fin des hostilités, la société est rachetée par l'ingénieur Nicola Romeo, déjà propriétaire de la "Società Anonima Ing. Nicola Romeo & Co" et d'Alfa Romeo. Il intègre la société dans le groupe nouvellement créé : CEMSA - Costruzioni Elettro Meccaniche di Saronno.
En 1935, l'entreprise CEMSA est rachetée par la holding publique IRI qui la revend l'année suivante à la société aéronautique Caproni qui possédait le constructeur automobile de grand luxe Isotta Fraschini.
Durant la Seconde Guerre mondiale, CEMSA se spécialisa dans la fabrication d'armes légères. À la fin du conflit, la société commença à fabriquer des automobiles grâce à la collaboration active de l'ingénieur Antonio Fessia, grand ingénieur très réputé dans l'automobile et les moteurs d'avions, qui avait quitté son poste de directeur du bureau d'études central du géant turinois Fiat en 1946. En très peu de temps, Fessia a réussi à transformer CEMSA en un véritable constructeur d'automobiles sportives. Il a réussi à concevoir une voiture entièrement nouvelle et très novatrice techniquement, la CEMSA Caproni F.11, acronyme de Fessia 1100, qui a été présentée au Salon de l'automobile de Paris en 1947.
Malheureusement, la production de la voiture s'arrêta après seulement le 10ème exemplaire en raison des problèmes liés à la crise financière que connurent tous les pays au lendemain de la guerre. La société a été dissoute en 1948.